# 걸즈 트립
《걸즈 트립》(영어: Girls Trip)은 미국에서 제작된 맬콤 D. 리 감독의 2017년 코미디 영화이다. 리지나 홀, 티퍼니 해디시, 제이다 핑킷 스미스, 퀸 라티파 등이 출연하였고, 윌 패커 등이 제작에 참여하였다.

## 출연
- 리지나 홀
- 티퍼니 해디시
- 제이다 핑킷 스미스
- 퀸 라티파
- 러렌즈 테이트
- 마이크 콜터
- 케이트 월시
- 코피 시리보
- 라라 그라이스
- 토니아 스튜어트
- 마이크 엡스
- 로버트 미아노
- 코먼
- 숀 "디디" 콤스
- 에스텔
- 메이스
- 니요
- 모리스 체스트넛
- 에이바 듀버네이
- 머라이어 케리

## 기타 제작진
- 미술: 키스 브라이언 번스
- 의상: 대니엘 홀러웰